# Tinno
Tinno Mobile Technology Corp. (più conosciuta con i nomi di Tinno Mobile e Tinno) è un'impresa cinese specializzata nello sviluppo e nella costruzione di smartphone Android.
Tinno non distribuisce i prodotti sotto un unico marchio, ma produce conto terzi per diversi marchi. Il marchio proprietario è Wiko.

## Marche
- America: Blu;
- Germania: Mobistel;
- Francia: Wiko;
- India: Intex, Micromax;
- Pakistan: QMobile;
- Filippine: MyPhone;
- Russia: Fly;
- Tunisia: Evertek;
- Vietnam: Q-Mobile, Q-Smart;
- America Latina: Lanix Mobile.